# Bordeira (Faro)
Bordeira é um dos sítios da freguesia portuguesa de Santa Bárbara de Nexe, concelho de Faro. É conhecido pela forte tradição dos trabalhos na pedra (cantaria), e pelos tradicionais cantares de ano novo (charolas).

## Terra do acordeão
É uma autêntica capital do acordeão e um viveiro de compositores e executantes deste instrumento musical. Entre os quais os mestres José Ferreiro (Pai) (o autor do célebre corridinho "Alma Algarvia") e João Barra Bexiga.[carece de fontes?]
Além destes dois acordeonista e compositores,também nasceram em Bordeira, João Bexiga (Pai),Daniel Rato, Jorge Ferreira, sobrinho de José Ferreiro (Pai), António Madeirinha, que nasceu um pouco mais abaixo de Bordeira, num sítio denominado Alface. Também aqui residiu durante alguns anos Eugénia Lima ,que foi atraída pelos acordeonistas de Bordeira, especialmente José Ferreiro (Pai) e José Ferreiro (Filho).

## Algumas datas históricas
Alguns dados históricos
- 1567-1568 Os primeiros registos primeiros registos escritos em que se refere o sitio de Bordeira:
- 1567 - Vasco Martins, morador em Bordeira compra 1 boi para a lavoura a João Nobre, morador no Corotelo;
- 1568 - João Vasques Formoso, morador em Bordeira muda de residência para os Gorjões
- 1742 Segundo um contrato entre a Ordem Terceira do Carmo e o mestre pedreiro Diogo Tavares, foram utilizados calcários de Bordeira para a pavimentação da Igreja do Carmo em Faro. Documenta-se assim que vem de longe a íntima relação do território de Bordeira e da Freguesia de Santa Bárbara de Nexe com a atividade de extração e transformação da pedra.
- 1839 Bordeira e Goldra eram os dois sítios da Freguesia com maior número de casas: 74 cada; seguiam-se, com 70, os Gorjões e Santa Bárbara de Nexe.

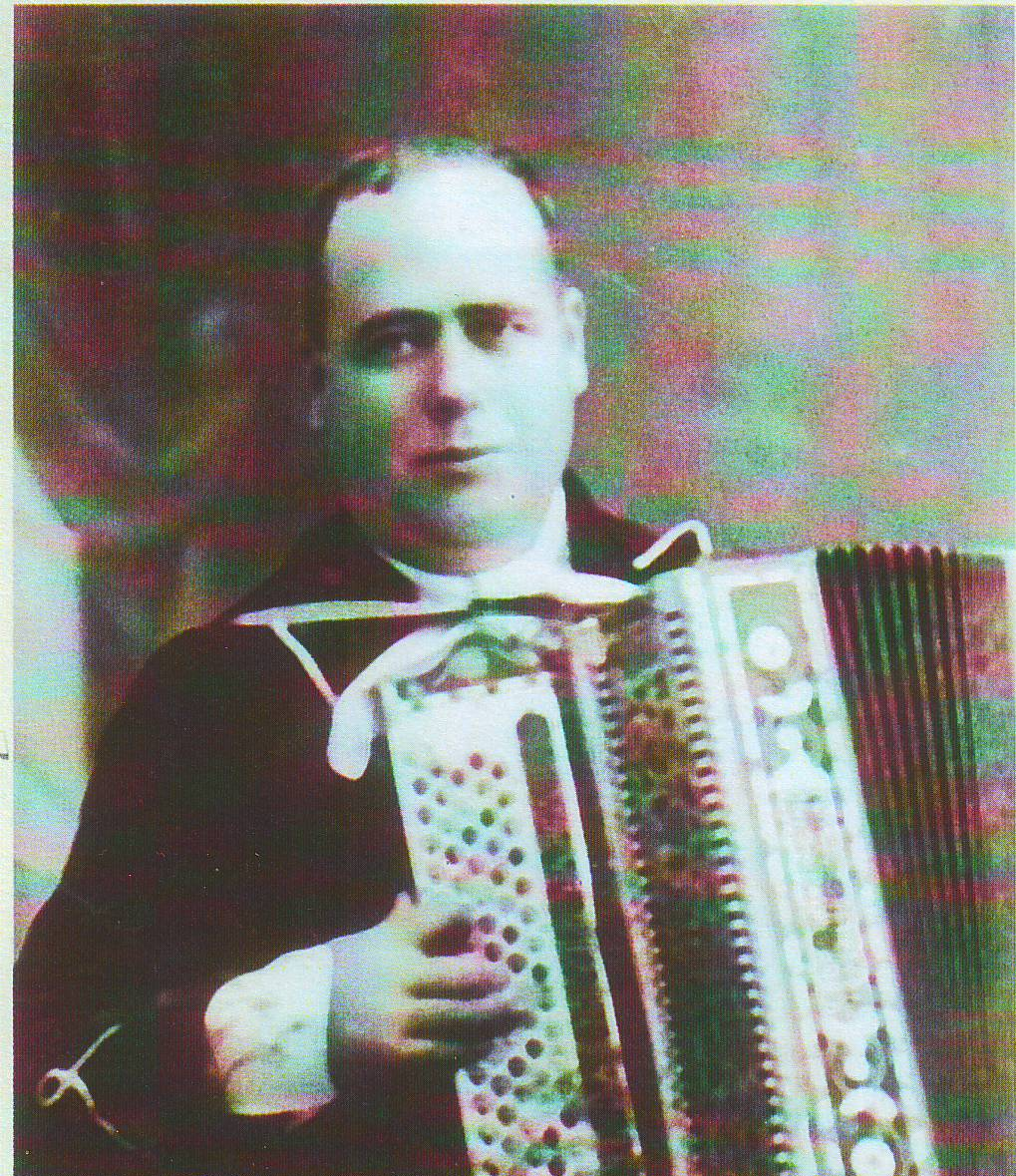
José Ferreiro (Pai)

- 20 de maio de 1895: Nasceu José da Neves Vargues, mais conhecido pelo seu nome artístico José Ferreiro (Pai), o mais famoso acordeonista e compositor do Algarve e autor do hino do Algarve: Alma Algarvia. Faleceu a 21 de agosto de 1967.

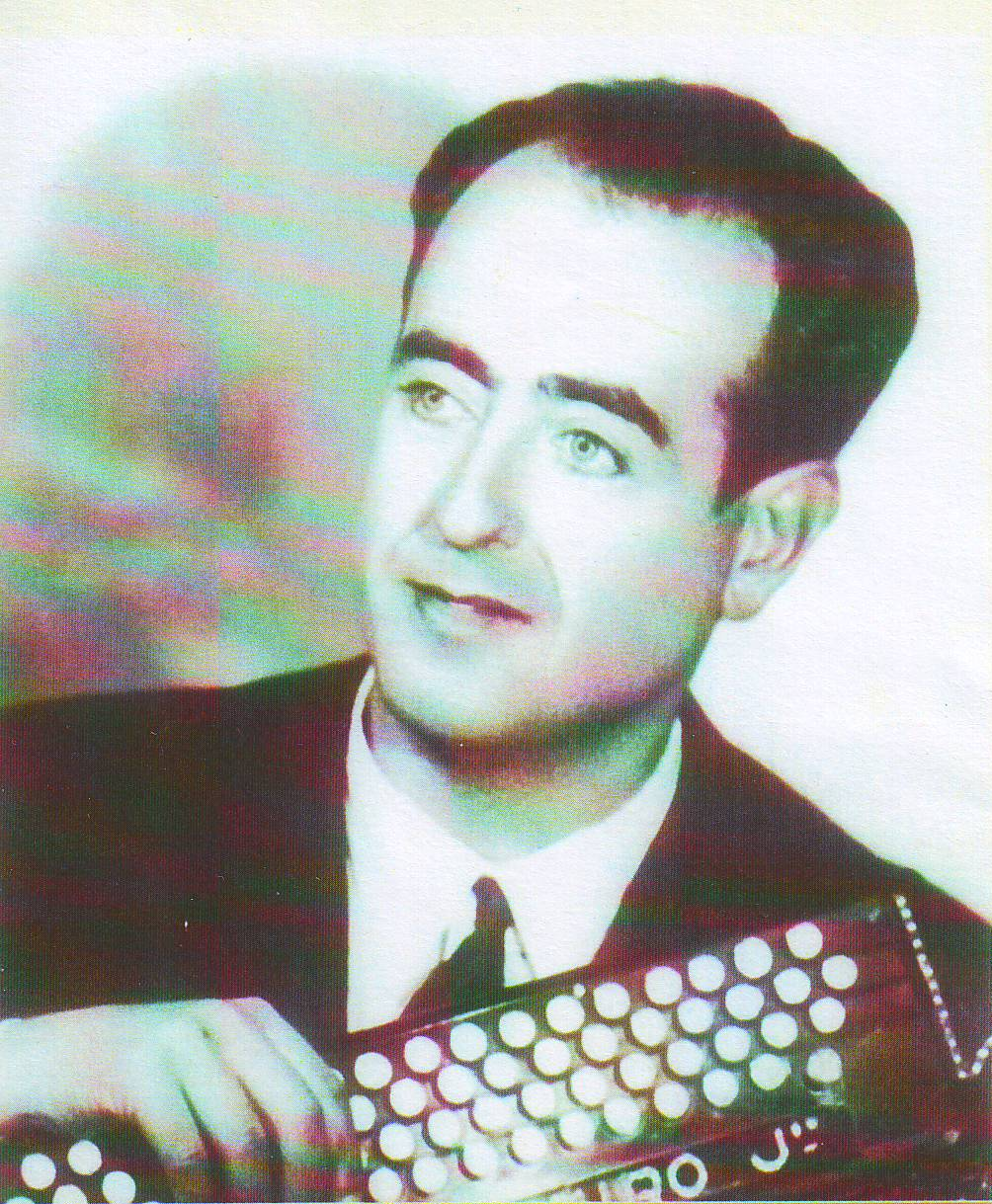
José Ferreiro Júnior, em 1943.

- 28 de fevereiro de 1915: nasceu José Vargues Prazeres, mais conhecido como José Ferreiro Júnior, que conjuntamente com o seu pai José Ferreiro (Pai), fez parte de duas Orquestras Típicas de Acordeão, onde faziam parte outros magníficos acordeonistas, tais como: António Madeirinha, José Guerreiro Marum, Goçalves Cochaco e outros.Destaque para dois maestros, que fizeram parte das mesmas, Frederico Valério e João Nobre. Faleceu em 1964 no Brasil.
- 1918 Formou-se a Charola da “Mocidade União”, dando um carácter organizado a uma tradição com características próprias e únicas no Algarve e em Portugal, onde o passado, o presente e o futuro se encontram num espaço simbólico para expressar e afirmar a identidade coletiva local, através da festa, do improviso, da vivacidade das músicas, da evocação da tradição, amizade, união e fraternidade.
- 1919 Formou-se a Charola da “União Bordeirense”.
- 1921 É fundada a Cooperativa de Consumo A Bordeirense, uma das mais antigas de Portugal.
- 1923 É fundada a Sociedade do Carro Funerário para o transporte dos falecidos para o cemitério de Santa Bárbara de Nexe.
- 9 de outubro de 1924: Nasceu João Barra Bexiga, grande acordeonista bordeirense, o eterno romântico do acordeão e filósofo da vida vivida.
- 1926 É extinto o Sindicato dos Cortadores e Limpadores de Árvores de Bordeira, na sequência do golpe militar que abriu as portas ao fascismo.
- 28 de março de 1936: É fundada a Sociedade Recreativa Bordeirense.
- 1940 Segundo Censos, Bordeira é o sítio mais populoso da Freguesia, com 875 (17%) habitantes em 5087, seguindo-se os Gorjões com 701 habitantes e a Goldra de baixo e de Cima com 570 habitantes.
- Década de 1940 Nos finais da década de 1940 foi fundada a Cooperativa do Lagar de Azeite, que funcionou até à década de 1970
- 1953 Instalação da Escola Primária no atual edifício, inaugurada em Maio em terreno oferecido por José de Sousa Gago, sendo o primeiro do género na Freguesia.
- Década de 1960 Desaparece a Sociedade do Carro Funerário, para transporte dos falecidos para o cemitério de Santa Bárbara de Nexe.
- 1988 O Centro de Saúde é ofertado pelos amigos de Bordeira.
- 12 de junho de 2011: O acordeonista Nelson Conceição é o primeiro português a receber um «Italia Award», para a melhor composição moderna, um conceituado concurso que se realiza anualmente na cidade italiana de Pineto.

Atualmente não existem dados sobre o número de habitantes por sítio na Freguesia de Santa Bárbara de Nexe, mas é patente que Bordeira continua a ser dos sítios mais populosos da Freguesia e é o único que devido ao número de eleitores tem uma mesa de voto própria nos atos eleitorais.